# عبد الله الرومي
عبدالله يوسف الرومي (مواليد ديسمبر 1949)؛ محامٍ وسياسي كويتي، نائب رئيس مجلس الوزراء وزير العدل وزير الدولة لشؤون تعزيز النزاهة الأسبق خلال الفترة 2 مارس 2021 حتى 28 ديسمبر 2021 وكان سابقاً عضو مجلس الأمة خلال الفترة 11 ديسمبر 2016 حتى 11 ديسمبر 2020  وكان سابقاً نائباً لرئيس مجلس الأمة خلال الفترة 31 مايو 2009 حتى 7 أكتوبر 2012 وكما كان عضواً مجلس الأمة لأعوام 1985 1992 و1999 و2003 و2006 و2008.
حاصل على ليسانس حقوق وباحث قانوني سابق في مجلس الأمة، وعضو جمعية المحامين الكويتية ولجنة الدفاع عن المال العام ولجنة برلمانيون ضد الفساد. وفي نهاية مجلس الأمة الكويتي 2016 أعلن عبدالله الرومي اعتزاله العمل النيابي وأكد بأنهُ لن يترشح مُجددًا لمجلس الأمة حيثُ ذكر بإحدى المُقابلات التلفزيونية «كأني غريب داخل المجلس».

## أبرز مواقفه في مجلس الأمة

### مجلس الأمة 2009
| الكتلة البرلمانية                     | كتلة العمل الوطني   |
| استجواب الوزير أحمد العبد الله (2010) | ضد الاستجواب        |
| إسقاط فوائد القروض الاستهلاكية (2010) | غير موافق           |
| شطب استجواب السعدون والعنجري (2011)   | غير موافق           |
| طلب عدم التعاون مع ناصر المحمد (2011) | رفض طلب عدم التعاون |

### مجلس الأمة 2016
| استجواب الوزيرة هند الصبيح (يناير 2018)                  | ضد الاستجواب |
| استجواب الوزير بخيت الرشيدي (2018)                       | ضد الاستجواب |
| استجواب الوزيرة هند الصبيح (مايو 2018)                   | ضد الاستجواب |
| استجواب الوزير خالد الروضان (2019)                       | ضد الاستجواب |
| استجواب الوزير محمد الجبري (2019)                        | ضد الاستجواب |
| استجواب الوزير نايف الحجرف (2019)                        | ضد الاستجواب |
| استجواب الوزير براك الشيتان (2020)                       | ضد الاستجواب |
| استجواب الوزير أنس الصالح (أغسطس 2020)                   | ضد الاستجواب |
| استجواب الوزير سعود هلال الحربي (أغسطس 2020)             | ضد الاستجواب |
| استجواب الوزير سعود هلال الحربي (سبتمبر 2020)            | ضد الاستجواب |
| استجواب الوزير أنس الصالح (سبتمبر 2020)                  | ضد الاستجواب |
| تصويت فتح باب ما يستجد من أعمال (تعديل النظام الانتخابي) | موافق        |